# Philomena
Philomena és un drama de 2013 dirigit per Stephen Frears, coproduït pel Regne Unit, Estats Units i França i protagonitzat per Judi Dench. La pel·lícula està inspirada en fets reals i basada en la novel·la The Lost Child of Philomena Lee de Martin Sixsmith, que explica la història de Philomena Lee, que va estar cinquanta anys buscant el seu fill.
La cinta es va presentar al Festival Internacional de Cinema de Venècia, on va guanyar el premi al millor guió i, dies més tard, va competir en el Festival Internacional de Cinema de Toronto on va guanyar la segona plaça del Premi del Públic.
El 2014 es va subtitular al català i el 6 d'abril de 2022 es va estrenar el doblatge al català central a TV3. També s'ha doblat al valencià per À Punt, que va emetre-la el 29 de gener de 2023.

## Argument
Philomena Lee (Judi Dench) és una dona irlandesa que de jove es va veure obligada a donar en adopció el fill il·legítim que va tenir. Anys més tard es va posar a buscar-lo dedicant-hi la major part de la seva vida.

## Repartiment
- Judi Dench: Philomena Lee
- Steve Coogan: Martin Sixsmith
- Mare Winningham: Mary
- Michelle Fairley: Sally Mitchell
- Neve Gachev: viatger novaiorquès
- Charlie Murphy: Kathleen
- Simone Lahbib: Kate Sixsmith
- Sophie Kennedy Clark: Philomena (jove)
- Charles Edwards: David

## Premis i nominacions

### Premis
- 2014: BAFTA al millor guió adaptat per a Steve Coogan i Jeff Pope

### Nominacions
- 2013: Lleó d'Or
- 2014: Oscar a la millor pel·lícula
- 2014: Oscar a la millor actriu per Judi Dench
- 2014: Oscar a la millor banda sonora per Alexandre Desplat
- 2014: Oscar al millor guió adaptat per Steve Coogan i Jeff Pope
- 2014: Globus d'Or a la millor pel·lícula dramàtica
- 2014: Globus d'Or a la millor actriu dramàtica per Judi Dench
- 2014: Globus d'Or al millor guió per Steve Coogan i Jeff Pope
- 2014: BAFTA a la millor pel·lícula
- 2014: BAFTA a la millor pel·lícula britànica
- 2014: BAFTA a la millor actriu per Judi Dench